# Fernand Picard
Fernand Picard (21 de febrero de 1906 - 21 de noviembre de 1993) fue un técnico industrial, conocido por ser el diseñador de automóviles muy populares en los años 1950 y 1960, como el Renault 4CV y el Renault Dauphine. 

## Estudios
Fernand Picard se graduó de la Escuela Nacional de Artes y Oficios en Lille en 1927. 

## Carrera
Primero fue contratado como dibujante en la oficina de estudio de utillaje en Delage, antes de unirse a Renault en 1935. Convertido en ingeniero de pruebas especiales, fue encargado del desarrollo de motores, así como de las pruebas de los nuevos modelos. La resolución de un problema con un motor diésel de 300 caballos lanzó su carrera. 
En junio de 1940, contratado por Louis Renault, se convirtió en director técnico asistente en el departamento de motores de automóvil. Durante la Segunda Guerra Mundial participó en el estudio de un automóvil pequeño: el futuro 4CV. Su "motor Billancourt " estuvo listo en 1942 y un año después, hizo sus primeros recorridos de prueba.
Picard se convirtió en Director de Estudios en la Régie Nationale des Usines Renault en 1946, y en mayo de 1951 en director del departamento de Estudios e Investigación. Es en esta época cuando supervisará el diseño del Dauphine, en particular realizando una prueba de 2200 km en España en 1953. 
En 1951, también comenzó un estudio para el SNCF de un motor diésel de más de 1000 caballos. Se probará con éxito en 1952 en la línea París-Granville. 
Pierre Lefaucheux, presidente de Renault, le pidió que construyera un vehículo "extraordinario" con Albert Lory: el Étoile Filante, que con una turbina de 270 CV, batió el récord mundial de velocidad con un registro de 308,85 km/h en el Salar de Bonneville. 
Tras la designación de Pierre Dreyfus en 1966 como nuevo máximo mandatario de Renault, Picard fue nombrado director del consejo de la empresa. 
Se retiró en 1969 y en 1976, publicó un libro sobre la compañía Renault desde 1935 hasta 1975: La épopeya de Renault. 

## Reconocimientos
- Premio Nessim-Habif (1988)